# ライデン大学植物園

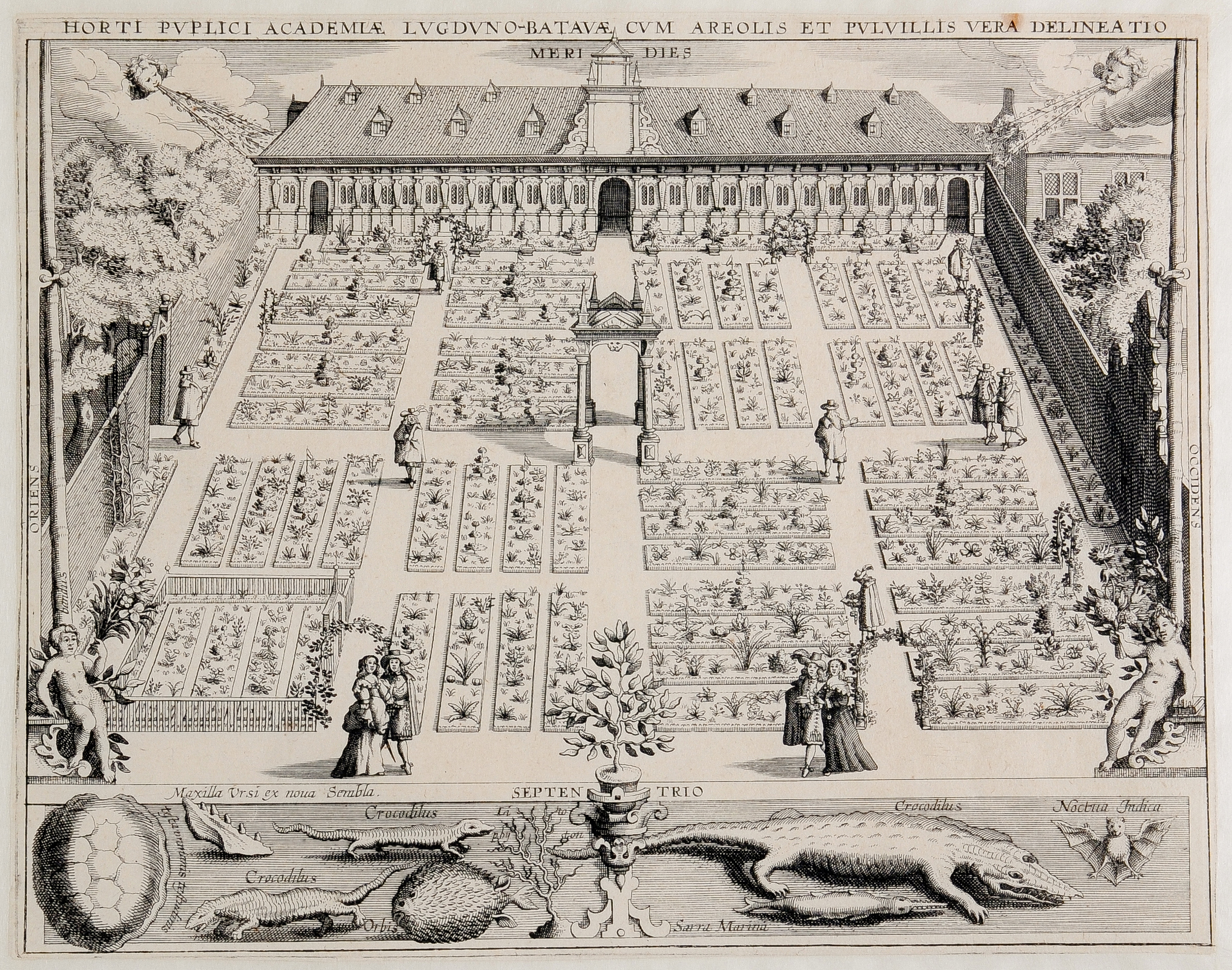
1610年の植物園

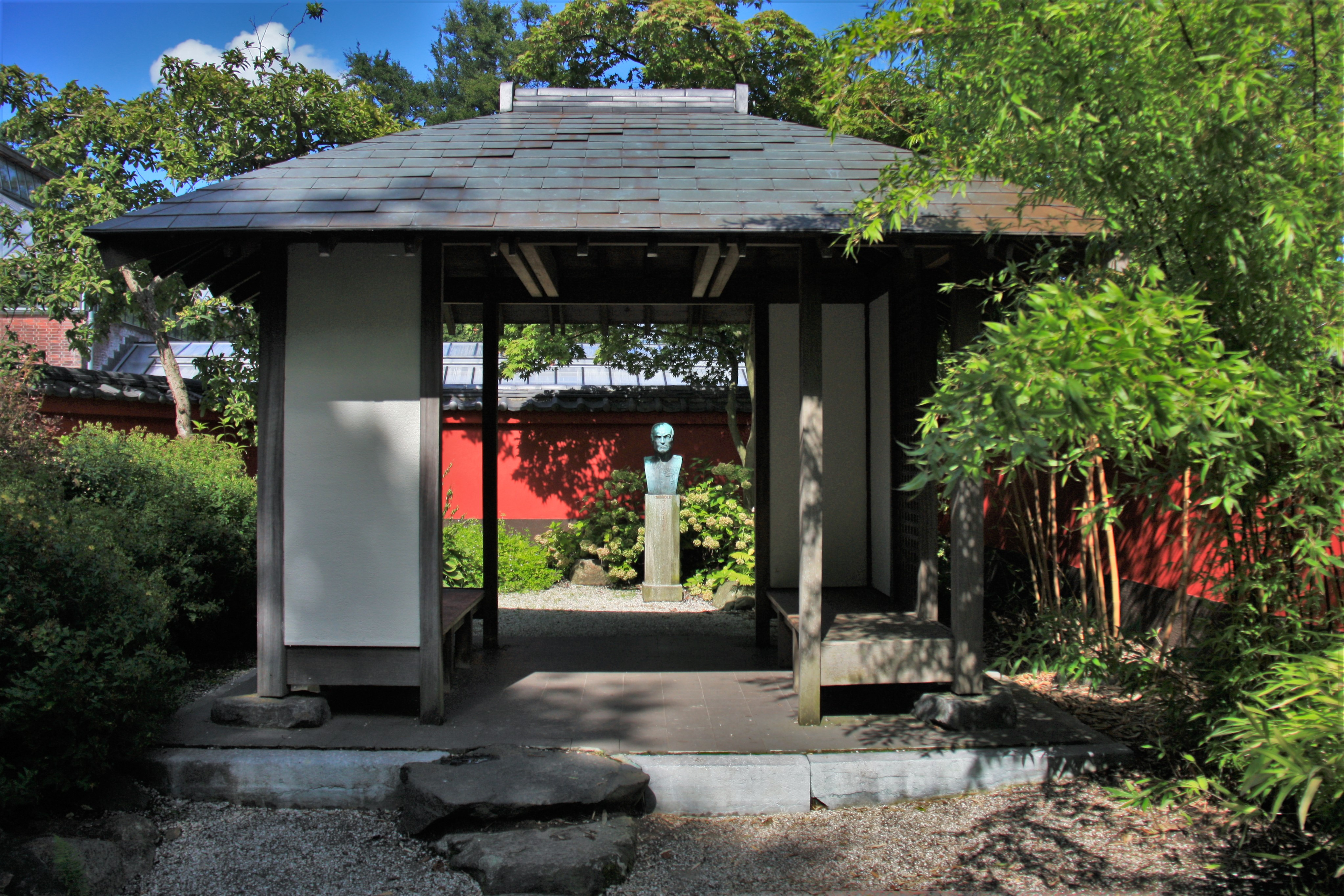
日本庭園の茶室

ライデン大学植物園（Hortus botanicus Leiden）は、オランダ最古の植物園である。

## 歴史
1575年のライデン大学の創立の当初から、1545年にパドゥア大学植物園が創られたのに始まり、多くの大学が主に医学の教育用に植物園、薬草園を設置していたのにならって、植物園を設けることが望まれていた。1587年に市長に要望が出され、1590年に設置が認められ、1592年に監督として園芸家として名高い、カロルス・クルシウスが招かれ、クルシウスは植物学の名誉教授に任じられた。 クルシウスの指揮のもとに35m×45mの敷地に、多数の植物が植えられ、その中には、神聖ローマ帝国の大使としてオスマン帝国に赴いたオージェ・ギスラン・ド・ブスベックが持ち帰った、チューリップの球根も含まれた。1608年に、さらに400平方メートルほと植物園は拡張され1610年から1612年にかけてフォルシュティウス(Aelius Everhardus Vorstius)が園長を務めていた時代に最初の温室（Orangerie）が作られ、1614年には植物数は941に達した。園長を息子のAdolphus Vorstiusが継ぎ、Adolphus Vorstiusは1635年から1642年の間植物目録を作り、"Catalogus plantarum Horti Academici Lugduno-Batavi" のタイトルで1636年と1643年に出版された。最初の温室は小規模なものだったので、1643年に敷地が購入され、Old Orangeryと現在呼ばれる建物が建設された。.
植物園の植物目録は後任のスケイル（Florentius Schuyl）によって続けられ、タバコ、トマト、トウモロコシの栽培が行われ、植物園の評価は高まった。オランダ東インド会社が収集した植物も植物園で栽培された。その後、パウル・ヘルマン（Paul Hermann）、ペーター・ホットン（Peter Hotton）、ヘルマン・ブールハーフェ（Herman Boerhaave）、アドリアーン・ファン・ローエン（Adriaan van Royen)らの有名な医師、植物学者が園長を務めた。ブールハーフェの著書、"Index plantarum quae in horto Lugduno-Batavo reperiuntur"（1710）などが有名である。
1990年に日本の植物をヨーロッパに送った、フィリップ・フランツ・フォン・シーボルトを記念した日本庭園（Von Siebold Gedenktuin ）が設けられている。

## 参考文献

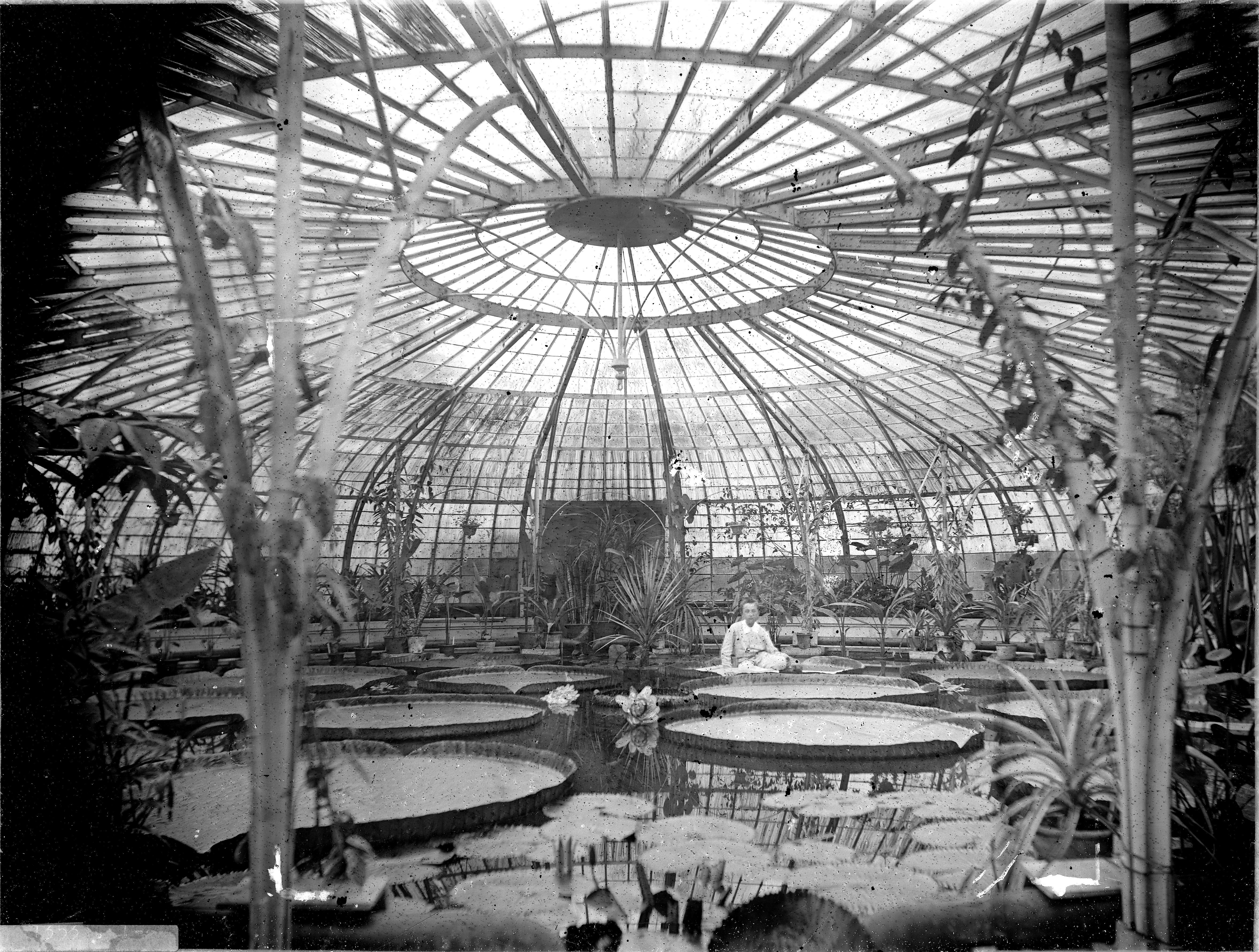